# Акест

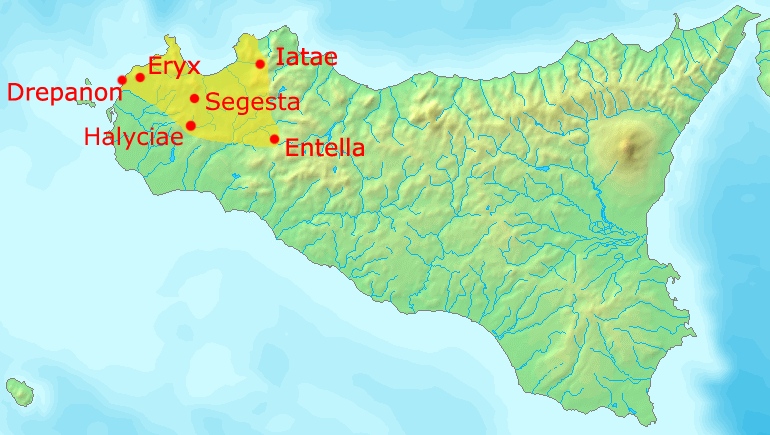
Карта основных поселений элимцев

Акест (Ацест, в другом написании Эгест, др.-греч. Ἄκέστης, Αἴγεστος) — персонаж античной мифологии. «Троянец по крови», из Сицилии.
Согласно Вергилию, он был сыном речного бога Кримиса и троянки Акесты. Принял в гостях Энея. Состязался в стрельбе из лука. Его именем назван город Акеста (или Эгеста, Сегеста; Αἴγεστα, Ἔγεστα, Σέγεστα).
По рассказу Дионисия Галикарнасского, дед Эгеста был казнен Лаомедонтом, а его дочь отвезена на Сицилию и родила от троянского юноши сына Эгеста. При Приаме он вернулся в Трою, а затем вновь с Элимом отплыл в Сицилию, сбежав на трех кораблях. Основал три города: Эгеста (или Сегеста), Эрик, Энтелла. Филоктет послал своих спутников во главе с Эгестом в Сицилию, они укрепили Эгесту (или Сегесту) в области Эрикса.